# منزل جرينواي
منزل جرينواي، هو منزل يقع على ضفة نهر دارت بالقرب من بلدة جلامبتون في ديفون بإنجلترا. اشتهر المنزل بكونه في السابق منزل الكاتبة أجاثا كريستي، ويمتلك المنزل الآن مؤسسة التراث القومي.
يوجد بالقرب من المنزل خط سكة حديد للقطارات البخارية، حيث تتوقف القطارات القادمة من بينتون وكينجسوير في محطة جرينواي هالت.

## التاريخ

### الموقع والتطوير المبكر: حتى عام 1938
يقع منزل جرينواي على الضفة الشرقية لنهر دارت الشهير بالمد والجزر مقابل قرية ديتشام على الضفة المقابلة للنهر. يقع المنزل على بعد ميلين من قرية جلامبتون ويقع في منطقة ساوث هامس في مقاطعة ديفون الإنجليزية، على بعد ثلاثة أميال شمال دارتماوث. وصف أحد كتب التاريخ لديفون موقع منزل جرينواي بأنه موقع مبهج للغاية.
ذُكر منزل جرينواي لأول مرة في عام 1493 باسم منزل جريني واي كنقطة للعبور بين نقطة بنهر دارت إلى ديتشام. وبُني في أواخر القرن السادس عشر قصر على الطراز التيودوري يسمى بلاط جرينواي على يد أوتو وكاثرين جيلبرت أعضاء عائلة ديفون البحرية. سُميت إحدى سفن العائلة باسم أمل جرينواي (بالانجليزية: The Hope of Greenway)، حيث أبقت تلك العائلة وفقًا لتأريخ سارة بورديت سفنهم راسية في النهر. أنجب الزوجان ثلاثة أبناء وُلدوا جميعهم في جرينواي. استولى السير همفري أحد أبناء العائلة في عام 1583 على نيوفاوندلاند تحت إمرة الملكة إليزابيث الأولى، بينما كان شقيقه السير جون يعيش في جرينواي. عاش همفري والأخ غير الشقيق لجون السير والتر رالي أيضًا في المنزل. كُلف جون في عام 1588 بمسؤولية 160 أسير حرب أُسروا خلال الأرمادا الإسبانية، سخرهم للعمل في حدائق المنزل.
لا يُعرف سوى القليل عن المبنى المبنيّ على الطراز التيودوري الأصلي، على الرغم من تصميمه على مساحة واسعة نظرًا لوضع العائلة. وأظهر الفحص الأثري لرواق المنزل الحالي أدلة على وجود فناء ذو طراز تيودوري تحتها. كما يمكن رؤية بقايا منزلق تيودوري عند المرفأ عند انخفاض المد.
جعلت عائلة جيلبرت في حوالي عام 1700 قلعة كومبتون القريبة مقعدًا عائليًا وباعوا منزل جرينواي لتوماس مارتن، أحد سكان توتنيس. وانتقل المنزل على مدار التسعين عامًا التالية إلى عائلة زوجة مارتن من عائلة روس إلى أن ورثها عن طريقة قرابته البعيدة بالعائلة إلى رووب هاريس بشرط تغيير لقبه إلى رووب. بنى رووب هاريس روب كما أصبح اسمه، ما أصبح الآن المنزل الحالي على الطراز الجورجي. باع روب منزل جرينواي في عام 1791 لواحد من عائلة إدوارد إلتون مقابل أكثر من 9000 جنيه إسترليني.  أفلس رووب في عام 1800؛ ويعتقد بوردت أن هذا قد يكون بسبب الأموال التي أنفقها على إعادة بناء منزل جرينواي.

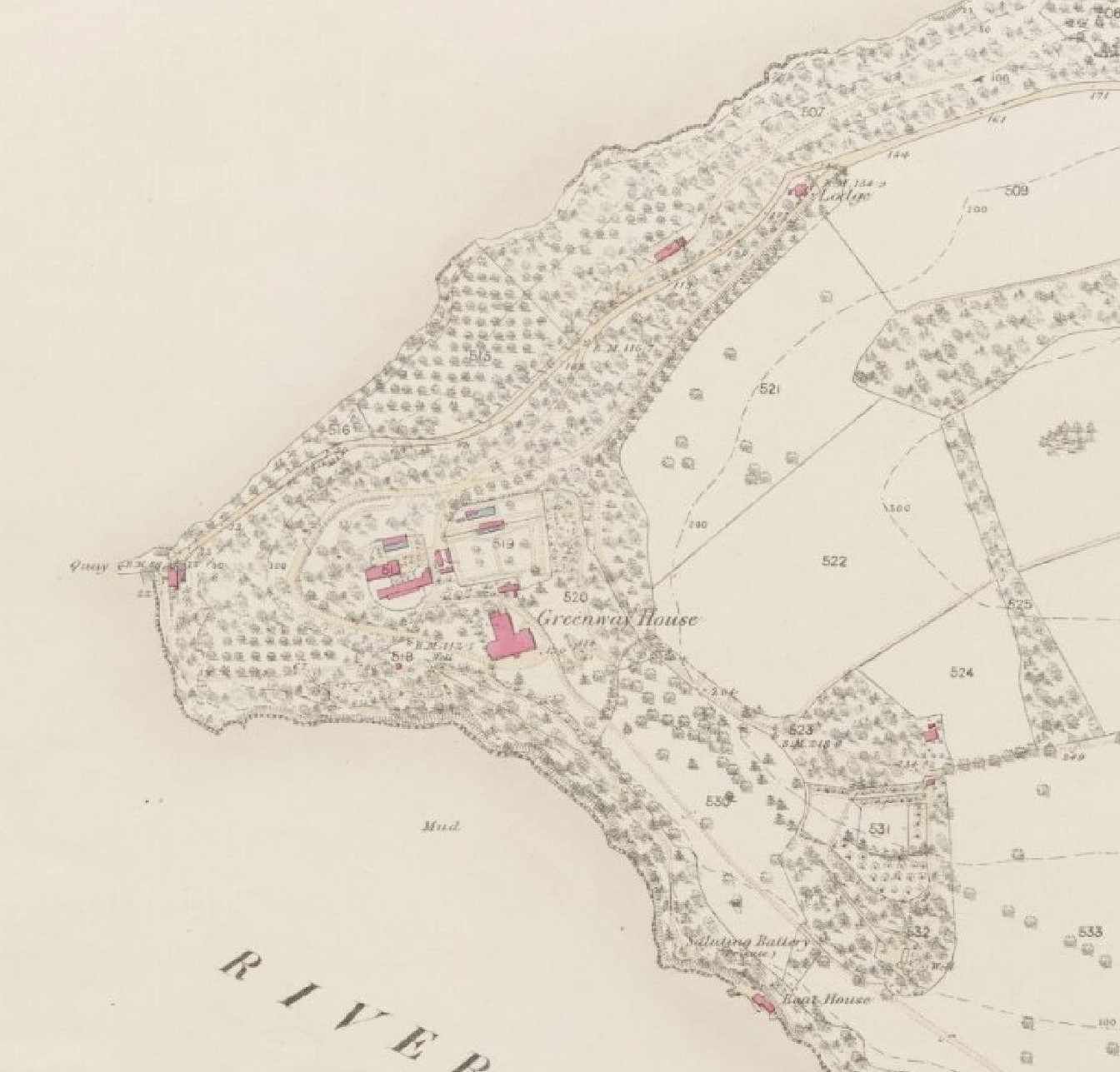
خريطة مسح الذخائر عام 1854 تظهر المنزل في جرينواي.

طورت عائلة إلتون الحديقة، مع إعادة بناءء بعض الأجزاء بواسطة مهندس عمارة تنسيق المواقع همفري ريبتون. هُدم منزل تيودور بالكامل في وقت ما في أواخر القرن الثامن عشر، ويعتبر بورديت أنه ربما كان روب من قام بذلك بينما تعتقد مراجع إنجلترا التاريخية أنه كان على الأرجح إدوارد إلتون. امتلك جيمس ابن إلتون على المنزل بعد وفاة والده في عام 1811، وقام بتوسيع المنزل إضافة جناحين للمنزل، لأحدها لغرفة الطعام وآخر لغرفة الرسم. كما دفع جيمس ثمن طريق جديد من جلامبتون إلى جرينواي، مما أدى إلى تغيير طريق الوصول إلى المنزل. تغير الأمر كثيرًا عندما باع المنزل في عام 1832، إذ كان به حديقة، ومطبخ كبير، وحمام سباحة، ومرفأ للقارب، وحدائق معاد تصميمها. اشترى المنزل السير توماس دينسديل لفترة وجيزة فقط،  وسرعان ما باعه مقابل 18000 جنيه إسترليني إلى العقيد إدوارد كارليون،  الذي تملك عائلته نل تريغران في كورنوال . لم تقم عائلة الكارليون بإجراء أي تعديلات مهمة على الجزء الداخلي من المنزل؛ لكن من المحتمل أن يكونوا هم من  أدخلوا الجنائن إلى المنحدر الشرقي من المنزل وفقًا لبورديت.

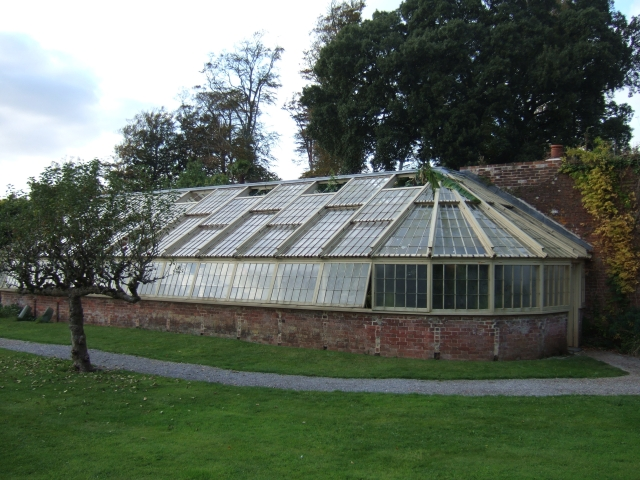
حديقة مُسوّرة في منزل جرينواي نصبها ريتشارد هارفي.

ورث كارليون منزل تريغريهان عام 1842، وانتقل هناك في العام التالي. أُجر المنزل إلى سلسلة من المستأجرين حتى بيع في مرتين في تتابع سريع، وكانت المرة الأخيرة لريتشارد هارفي أحد الأقطاب في مجال النحاس والقصدير وزوجته سوزانا. طور آل هارفي المنزل على نطاق واسع، حيث قاموا بترميم الاسطبلات ومنزل الضيوف، وتركيب دفيئتين جديدتين وإعادة تزيين المناطق الداخلية. كما أعادوا ترميم جزء كبير من مدينة جلامبتون بما في ذلك بناء مدرسة القرية ونزل مانور. واستحوذ هارفي أيضًا على قصر لوردشيب جلامبتون. توفي هارفي عام 1870، وتوفيت زوجته عام 1882، ولم يكن لديهم ورثة لتمرير التركة لهم، وبيع مقابل 44000 جنيه إسترليني لتوماس بيدفورد بوليثو. أضاف بوليثو النائب عن سانت آيفز ما وصفه بورديت بأنه تأثير كورنيش على الحدائق، حيث أدخل نباتات مثل الكاميليا والمغنوليا وشجر الورد والغارية. كما قام ببناء جناح شرقي جديد للمنزل في عام 1892، والذي تضمن غرفة بلياردو وغرفة مكتب وغرف نوم. هُدم المنزل في عام 1938. تُوفي بوليثو في عام 1919 وانتقلت ملكية المنزل إلى ابنته ماري وزوجها تشارلز ويليامز، الذي تمتلك عائلته قلعة كيرهايس بالقرب من سانت مايكل كيرهايس بكورنوال. وأضاف الزوجان عدة أنواع جديدة من النباتات من مشاتل في كورنوال. عاد الزوجان إلى كورنوال، وباعوا التركة لألفريد جودسون. قُسمت التركة وعُرض المنزل في العام التالي. كان المنزل الذي بلغت مساحته 36 أكر متاحًا للبيع مقابل 6000 جنيه إسترليني. 

### أجاثا كريستي وما بعدها: من عام 1938 فصاعدًا
شعرت الكاتبة أجاثا كريستي وزوجها عالم الآثار ماكس مالوان في عام 1938 بخيبة أمل من منزلهما في بلدة توركواي المجاورة. كانت المدينة قد تغيرت عن السنوات السابقة، وأصبح منظر البحر المترائي من المنزل مسدودًا بالمباني الجديدة. وبالنظر حول جنوب ديفون، رأت كريستي أن منزل جرينواي متاحة. شاهدت أجاثا العقار خلال شبابها وكانت تعتقد دائمًا أنه الأكثر مثالية من بين الخصائص المختلفة في دارت. كتبت في سيرتها الذاتية اللاحقة:
في أحد الأيام رأينا منزلًا معروضًا للبيع كنت أعرفه عندما كنت صغيرًا. . . لذلك ذهبنا إلى جرينواي، وكان المنزل والأراضي جميلة جدًا. المنزل الأبيض المبني على الطراز الجورجي يعود تاريخه إلى حوالي 1780 أو 90، مع وجود غابات تتساقط إلى أسفل دارت، والكثير من الشجيرات والأشجار الجميلة - المنزل المثالي، منزل الأحلام.
سكنت كريستي ومالوان المنزل حتى وفاتهما في عامي 1976 و1978 على التوالي، وظهر تحت أشكال مختلفة في العديد من روايات كريستي. عاشت روزاليند هيكس ابنة كريستي وزوجها أنتوني في المنزل من عام 1968 حتى وفاة روزاليند في عام 2004.

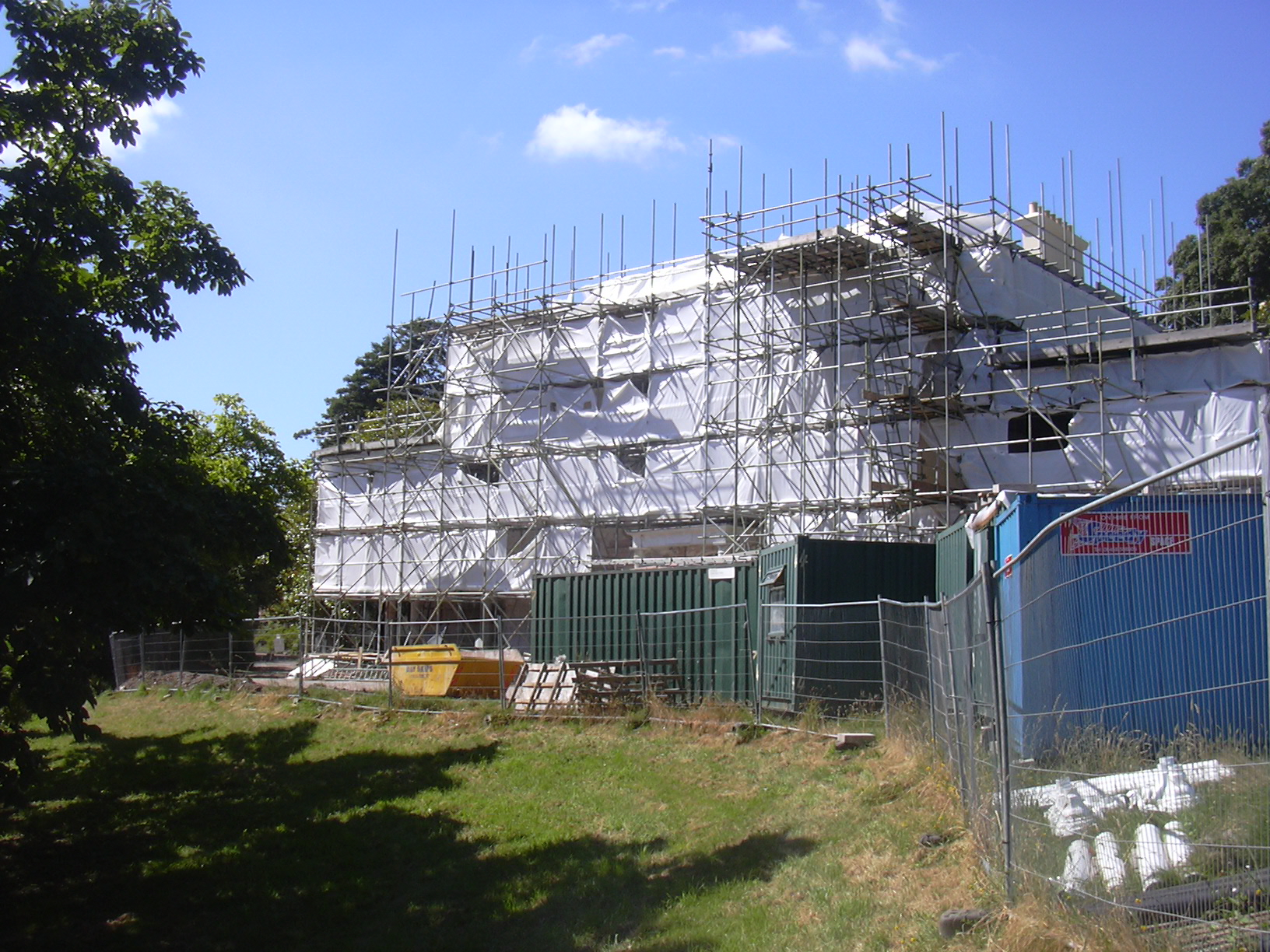
المنزل في يوليو 2008، تحت الترميم.

اشترت مؤسسة التراث القومي المنزل في عام 2000. أُدرج المنزل في 21 مايو 1985، كمبنى تاريخ مدرج من الدرجة الثانية من قبل هيئة التراث الإنجليزي ضمن القائمة رقم 1108548. وصفت مجلة بيفسنر بأن المنزل طويل البنية من أواخر العصر الجورجي، ومغطى بزخارف الجص. كما أُدرجت حدائق ومتنزهات المنزل في الدرجة الثانية في السجل الوطني للمتنزهات والحدائق التاريخية. افتُتحت المنزل والحدائق ومعرض بارن للجمهور. وتحتوي الحدائق الكبيرة الواقعة على ضفاف النهر على نباتات من نصف الكرة الجنوبي، بينما يعرض معرض بارن أعمالًا لفنانين محليين معاصرين.

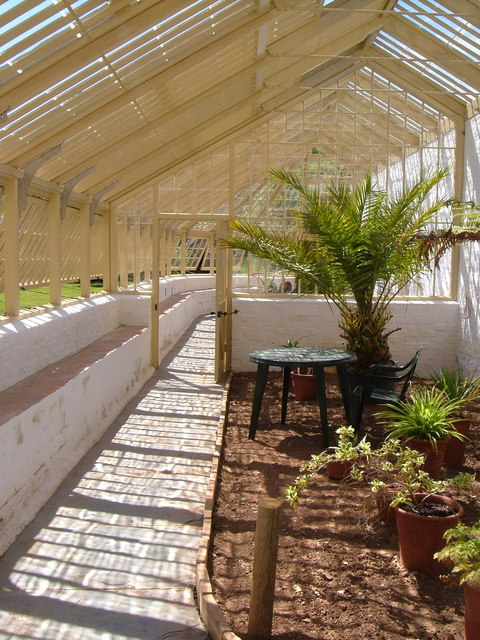
الكرمة.

## إلهام لأعمال أجاثا كريستي
غالبًا ما استخدمت أجاثا كريستي الأماكن المألوفة لها في مخططاتها. وُصف منزل جرينواي ومحيطها بالكامل أو بعض أجزائه في الروايات التالية:
- جرائم الأبجدية (1936)

شخصية السير كارمايكل كلارك، وهو رجل ثري من تشرستون، هو أحد ثلاث ضحايا لديهم نسخة من دليل سكة حديد إيه بي سي. تقع تشرستون على بعد ميلين من منزل جرينواي. داخل الحبكة، يشير الحرف C من الأبجدية الانجليزية ABC إلى تشرستون Churston بالإضافة إلى اسم الشخصية.
- خمسة خنازير صغيرة (1942)

وُصف المنزل الرئيسي، وممر المشاة المؤدي من المنزل الرئيسي إلى البطارية المطلة على نهر دارت والبطارية نفسها (حيث تحدث جريمة القتل) بالتفصيل لأن تحركات بطل الرواية في هذه المواقع جزء لا يتجزأ من حبكة الرواية ومعرفة القاتل.
- ساعة الصفر (1944)

يلعب موقع المنزل المقابل لقرية ديتشام، والمقسمة عن بعضها البعض بواسطة نهر دارت، دورًا مهمًا في السباحة الليلية لأحد المشتبه بهم.
- مبنى الرجل الميت (1956)

يوصف مرفأ القارب في منزل جرينواي بأنه المكان الذي تُكتشف فيه الضحية الأولى، ويعمل مهبط السفن المجاور كمكان تُجرّ فيه ضحية القتل الثانية إلى الماء للموت عن طريق الغرق. وتشمل الأماكن الأخرى الموصوفة الدفيئة وملعب التنس، حيث وضعت السيدة أوليفر أدلة حقيقية ورنجة حمراء لمطاردة القاتل. يُعد نزل منزل جرينواي بيت أمي فوليات، المالك السابق لمنزل نايس.
تُستخدم حدائق ومنازل جرينواي أيضًا في قصة أجاثا كريستي القصيرة الظل على العشب في مجموعة السيد كوين الغامض القصصية. نُشرت المجموعة لأول مرة في عام 1930، قبل ثماني سنوات من شرائها للمنزل.

## الثقافة الشعبية
صُورت حلقة بوارو من مسلسل أجاثا كريستي بوارو في المنزل.  كان المنزل مكانًا مناسبًا لرواية القتل والغموض الموت في جرينواي. تقول المؤلفة الحائزة على جائزة أنتوني، والفائزة بجائزة ماري هيجينز كلارك لوري رادير داي إنها استلهمت كتابة الرواية بعد أن قرأت أن المنزل كان يؤوي أطفالًا تم إجلاؤهم من الحرب خلال الحرب العالمية الثانية.